# Les Oliviers du Négus
Les Oliviers du Négus est un recueil de quatre nouvelles de Laurent Gaudé publié chez Actes Sud le 4 mai 2011.
Ces quatre nouvelles ont pour point commun de mettre en scène, dans un climat marqué par la guerre, des personnages à l'approche de la mort.

## Liste des nouvelles
- Les Oliviers du Négus (durée audio : 46 min environ)
- Le Bâtard du bout du monde (durée audio : 47 min environ)
- Je finirai à terre (durée audio : 56 min environ)
- Tombeau pour Palerme (durée audio : 34 min environ)

## Éditions
Édition imprimée
- Laurent Gaudé, Les Oliviers du Négus, Arles, Actes Sud, coll. « Domaine français », 4 mai 2011, 157 p. (ISBN 978-2-7427-9774-5, BNF 42428135)

Livre audio
- Laurent Gaudé (auteur et narrateur), Les Oliviers du Négus, Paris, Éditions Thélème, 19 janvier 2012 (ISBN 978-2-87862-698-8)Support : 1 disque compact audio MP3 ; durée : 3 h 4 min environ (la pochette du livre audio indique, par erreur, une durée de 2 h 30 min) ; référence éditeur : non connue.